# Porostnica wielokształtna
Porostnica wielokształtna (Marchantia polymorpha) – gatunek wątrobowca z rodziny porostnicowatych.
Budowa: gametofit plechokształtny. Wykształciła tkankę spichrzową, asymilacyjną i przewietrzającą. Aparaty szparkowe zbudowane są z 16 komórek. Jest dwupienna. 
Gametofit męski osadzony jest na trzonku i ma postać ośmiopłatowej tarczki. Od góry znajdują się anteridia – plemnie.
Gametofit żeński – na trzonku, kształt parasola z palcowatymi wypustkami, na dolnej powierzchni posiada archegonia – rodnie.
Woda jest potrzebna do zapłodnienia. Z zygoty powstaje sporofit – sporogon, ma postać zarodni na krótkim trzonku. Po mejozie w zarodni powstają zarodniki. W zarodni jest warstwa komórek – sprężyce – które wykonują ruchy higroskopowe. Zarodniki kiełkują w gametofity.